# GUID
GUID (英: Globally Unique Identifier) またはグローバル一意識別子（ぐろーばるいちいしきべつし）は、UUIDの実装のひとつ、あるいは（事実上）UUIDの別名である。
UUIDのマイクロソフトによる実装を指すと解されることもあるが、オラクルのデータベースやNetIQのeDirectory（ディレクトリ・サービス）、GUIDパーティションテーブルなど、ほぼUUIDを指して、GUIDの語が使われることもある。
GUIDを生成するツールとして、Microsoft Windows SDKに付属する GuidGen などがある。GuidGenはMicrosoft Visual Studioのメニューから呼び出すこともできる。Windows APIにはCoCreateGuid()関数およびUuidCreate()関数が用意されている。.NET FrameworkにはSystem.Guid.NewGuid()メソッドが用意されている。

## 構造
GUID は16バイト (128ビット) の2進数値で、以下のような構造体で表現される。
```
GUID STRUCT
 Data1 dd
 Data2 dw
 Data3 dw
 Data4 db 8
GUID ENDS
```

<guiddef.h> におけるGUID構造体の定義は以下のとおり。
```
typedef
 
struct
 
_GUID
 
{

    
unsigned
 
long
  
Data1
;

    
unsigned
 
short
 
Data2
;

    
unsigned
 
short
 
Data3
;

    
unsigned
 
char
  
Data4
[
8
];

}
 
GUID
;

```

Microsoft Windowsでは16ビット/32ビット/64ビットいずれのターゲットプラットフォーム（CPUアーキテクチャ）においても、short型は常に16ビットであり、long型は常に32ビットである。

## テキスト表記
GUIDの表記には一般に以下のような16進表記が使われる。
3F2504E0-4F89-11D3-9A0C-0305E82C3301
このテキスト表記は以下のような32桁の構造を持つ。
1. Data1：3F2504E0(8桁)
2. ハイフン
3. Data2：4F89(4桁)
4. ハイフン
5. Data3：11D3(4桁)
6. ハイフン
7. Data4 の最初の2アイテム：9A 0C(4桁)
8. ハイフン
9. Data4 の残りの6アイテム：03 05 E8 2C 33 01(12桁)

波括弧 (ブレース) で囲んで表記することも多い。
{3F2504E0-4F89-11D3-9A0C-0305E82C3301}

## 使用例
- COMで用いられているオブジェクト識別のためのクラスID、インターフェイスIDなど。
- MSBuildで用いられているプロジェクトIDなど。